# Centinela Omega
La Centinela Omega (Karima Shapandar) es un personaje que aparece en los cómics estadounidenses publicados por Marvel Comics. Está asociada con los X-Men y Excalibur.

## Historial de publicaciones
Karima Shapandar apareció por primera vez en X-Men Unlimited, vol. 1 # 27 (junio de 2000) y fue creado por Chris Claremont y Brett Booth.

## Biografía

### Centinela Omega
Karima Shapandar era una oficial de policía de la India que se transformó en una Centinela Omega Prime por Bastión de la Operación: Tolerancia Cero. Todo comenzó cuando Karima fue enviada para cuidar a Neal Shaara (quien más tarde se conocería como Thunderbird). Neal estaba buscando a su hermano Sanjit que había desaparecido mientras investigaba unas misteriosas desapariciones en Calcuta. Rápidamente se desarrolló un vínculo entre los dos, y estaban a punto de comenzar una relación romántica cuando fueron atacados y capturados por Bastión. Neal se enteró de que Sanjit se había convertido en un Prime Centinela, programado para buscar y destruir mutantes. Bastión tenía la intención de hacer lo mismo con Neal y Karima, pero el proceso de transformación catalizó el poder mutante latente de Neal, que destruyó el edificio a su alrededor. Sanjit luchó contra su programación el tiempo suficiente para desactivar a los otros Centinelas, pero murió en el proceso.
Mientras Neal acunaba el cuerpo de Sanjit, Shapandar silenciosamente le dijo a Neal que corriera. Había descubierto que era una Centinela Primo; los humanos se transformaron en centinelas y se establecieron como agentes "durmientes", sin darse cuenta de su programación hasta que un mutante cercano los activó (como en el uso de Neal de sus poderes mutantes).

Soy una Omega Primo. En unos momentos habré alcanzado mi modo de combate completo, con mi programación central para destruir criaturas como tú. Cada vez es más difícil pensar en ti como un ser humano. Tu única posibilidad es desaparecer. Aléjate de la India, y de mí, tanto como puedas. Asume una nueva identidad... una nueva vida.

Neal se negó, diciendo que amaba a Karima. Karima le rogó que se fuera, diciendo que no podía aguantar mucho más. Neal se vio obligado a huir.

### Genoshan Excalibur
Más tarde, Karima reaparece en la isla diezmada de Genosha, donde se encuentra con Charles Xavier y Magneto. Los dos pudieron desactivar su programación Centinela y restaurar su mente, pero las modificaciones tecnológicas en su cuerpo permanecieron.
Karima se quedó en la isla con los demás, trabajando como oficial de policía para restablecer el orden. Ella está tratando de adaptarse a su nueva forma, que entra en conflicto con sus creencias hindúes. Se supone que dejó la isla con la mayoría de los demás residentes después de Decimación.

### Uniéndose a los X-Men
Los X-Men descubrieron una Karima desmontada, junto con Lady Mastermind en un laboratorio de la Clínica Fordyce que estaba probando mutantes para ver si alguien puede contraer una mutación como una enfermedad. Bestia la volvió a montar, pero parece haber perdido parte de su memoria desde el momento en que la desmontaron. Rogue la reclutó oficialmente en el equipo para ayudar a luchar contra Los Hijos de la Cámara.
Desde entonces pudo ayudar a arreglar un teletransportador en la búsqueda para encontrar a Pandemic, ayudando en la lucha para derrotarlo. Después de que Pandemic infectara a Rogue con un virus, Cable llevó al equipo a su isla para que pudieran cuidar de Rogue. En la isla, Karima ayudó al equipo y a los residentes de la isla que fueron atacados por la Hecatombe.

### Merodeadores y Malicia
Centinela Omega está poseída por Malicia, que ahora es una entidad digital en lugar de psiónica, a través de un virus de correo electrónico; por lo tanto, de mala gana termina uniéndose a los nuevos Merodeadores. Los otros X-Men, salvo Emma Frost, no sabían que estaba poseída hasta que fueron atacados por ella junto con el resto de los nuevos Merodeadores, incluidas Mystique y Lady Mastermind. Más tarde lucha junto a los otros Merodeadores en Flint, Míchigan, contra Iceman y Cannonball, mientras ambos bandos intentan obtener los Diarios de Destiny.

### Messiah Complex
Junto con sus compañeros Merodeadores Fuego Solar, Gambito, Prisma, Blockbuster, Lady Mastermind y Scalphunter, Malicia viaja a Cooperstown, Alaska para encontrar al bebé, pero en su lugar se encuentra con los Purificadores y llegan a los golpes.
La próxima vez que la vean, estará luchando contra Colossus junto con Arclight, Frenzy y Unuscione. Luego se une a Lady Mastermind para eliminar a Wolverine arrojándole un Scrambler disfrazado. Después de que él se da cuenta del engaño, ella lo golpea con una ráfaga de energía. Mientras le pregunta cómo quiere morir, Nightcrawler se teletransporta y la deja inconsciente junto con Lady Mastermind.
Ella se recupera y se une a Gambito, Fuego Solar y Vértigo cuando se enfrentan a Bishop, que está a punto de matar al bebé. Parece mostrar mucho afecto hacia el bebé y encuentra extraordinario que no se asuste en absoluto cuando la levanta. Ella está presente cuando Gambito entrega el bebé a Mystique (bajo la apariencia de Mr. Siniestro) en la base de los Merodeadores en la Isla Muir y luego lucha contra los X-Men, X-Factor y X-Force cuando llegan para llevarse al bebé. Durante la batalla final por el niño, Centinela Omega es apuñalada y de alguna manera incapacitado por la Alma Daga de Hada.

### Estamos Divididos
Luego de los eventos de Messiah Complex, Karima logra recuperarse siendo tomada por la Malicia digital, pero no tiene memoria de los eventos que ocurrieron, aparentemente un efecto secundario de ser herida con la Alma Daga de Hada. Todo lo que sabe es que algunos de sus archivos han sido infectados o dañados por un virus y ya no puede acceder a ellos en caso de reinfección. Se quedó con los Acólitos, diciendo que la única razón por la que está allí es porque el profesor Xavier estaba allí para ella cuando se convirtió por primera vez en una Centinela.
Después de preguntarle a Magneto cuál de sus filosofías era la correcta, Karima ayuda a Magneto a revivir al profesor de su coma y lo defiende del intento de asesinato de Joanna Cargill. Karima intenta detener a Cargill bombardeándola con radiación de microondas, pero su invulnerabilidad física demuestra ser demasiado para ella y Cargill la daña gravemente. Magneto logra evitar que Cargill mate a Xavier disparando un láser quirúrgico en su ojo cuando aparece Exodus y, después de intentar matar a Magneto, se enfrenta al profesor en una pelea en el plano astral.
Cuando terminan su escaramuza, Karima, Magneto y Xavier dejan a los Acólitos y cuando Xavier se separa de Karima y Magneto, les pide que no lo sigan.
Más tarde, Xavier regresa a New Avalon y convence a Exodus de disolver a los Acólitos y encontrar una nueva forma de ayudar a los mutantes. Mientras Exodus se embarca en una peregrinación personal a tal efecto, Karima, junto con Amelia Voght y Random deciden trasladarse a San Francisco.
Tras la muerte de Cable al final de Second Coming, se puede ver a Karima asistiendo al servicio conmemorativo de Cable.

### Fábulas de la Reconstrucción
Para ayudar a lidiar con el daño a San Francisco causado por Bastion y sus fuerzas, Cyclops reúne a un equipo de X-Men que incluye a Karima. En el viaje en barco al continente, Karima le revela a Psylocke que últimamente ha estado experimentando algunos fallos, sin saber que en realidad está sufriendo el virus desatado en los centinelas de Nimrod durante Second Coming.
Al llegar al lugar de trabajo de un edificio, Karima se empareja con Danger y se le pide que ayude a excavar el sitio. A medida que avanza el día, las fallas de Karima empeoran y, mientras ayuda a Colossus, accidentalmente le dispara con un poderoso láser. Decide sentarse un poco para verificar sus sistemas, pero su tecnología Centinela comienza a tomar el control, identificando los niveles de amenaza de cada uno de los X-Men presentes, para gran confusión de Karima. De repente, contra su voluntad, vuela hacia Hellion y Hope Summers y comienza a atacarlos. Al evaluar que Hope es la mayor amenaza presente, golpea a Hellion y le dice a Hope que corra. Cuando Hope cuestiona a Karima, ella responde que es demasiado tarde y dispara una ráfaga láser a Hope.
Karima continúa luchando contra sus compañeros X-Men, y cuando su lado humano se reafirma, le pide a Hellion que la saque de su miseria. Lo hace, soltando sus habilidades telequinéticas y causando un daño masivo a Centinela Omega, quien queda en coma, posiblemente con muerte cerebral. Su cuerpo es trasladado a un tanque de estasis en el laboratorio de los X-Men.

### Convertirse en humano
Más tarde, el cuerpo de Karima es reactivado y poseído por Arkea, una bacteria sensible y hermana de John Sublime. Después de tomar el control de gran parte de los sistemas de la Escuela Jean Grey, Arkea comienza a perseguir a su hermano para vengarse de cuando trató de matarla después de que se formaron, pero se ve obligada a retirarse cuando se enfrenta a Kitty Pryde, cuya los poderes pueden destruir sus sistemas. Un grupo de X-Men y Sublime la persiguen hasta el lugar del accidente del meteoro en el que llegó a la Tierra y la confrontan en un hospital especializado en implantes mecánicos. Karima logra obtener el control momentáneo de su cuerpo y hunde el cuchillo psíquico de Psylocke en su propia cabeza, aparentemente purgando a Arkea de su cuerpo y devolviéndola a la normalidad. Después de recibir una prueba física completa por parte de Bestia, le dice a Karima que su tecnología Centinela Omega se ha vuelto inerte debido a que Arkea la posee y que ella es esencialmente humana nuevamente. Ella decide permanecer con los X-Men independientemente de esto, yendo en muchas más aventuras con el equipo mutante dominante femenino hasta que decidió irse por su propia voluntad, ya que le habían ofrecido un lugar junto a Sabra y Gabriel Shephard, dos mutantes con los que habían trabajado recientemente mientras cazaban Arkea. Karima se fue con ellos con la esperanza de que finalmente regresara al trabajo para el que se formó hace muchos años.

### Regreso
De alguna manera, su programación centinela se reactivó nuevamente y ahora viaja con miembros de una nueva organización de monitoreo / perfil mutante llamada Orchis a un nuevo hábitat construido para la humanidad. Encabezada como la principal red del fin del mundo preparada en caso del evento de nivel de extinción relacionado con la densidad de población de Homo Superior; el Grupo Orchis está respaldado por numerosos activos de partidos clandestinos, entre otras consideraciones financieras centradas en el ser humano y el presupuesto negro, derivadas de A.I.M., S.H.I.E.L.D., Alpha Flight, H.A.M.M.E.R., Hydra, etc. De hecho, las líneas entre la conciencia de Karima y la programación de Centinela comenzaron a difuminarse a medida que avanzaba cada vez más hacia una toma de control completa de Centinela. No era solo un cambio mental por el que estaba pasando, los componentes físicos una vez inertes de la tecnología Centinela Omega también se habían reactivado, reemplazando gran parte de su tejido orgánico en el proceso. Cuando hablaba del uso de máquinas en Forja, se refería a ellos como sus hermanos y hermanas y parecía tener más conexión con ellos que con cualquiera de sus compañeros humanos.
Posteriormente le revela al centinela Nimrod que ella es la fundadora de Orchis, al juntar varios recursos y personas que se encontrasen en contra de los mutantes, ya que en realidad Karima actualmente posee la mente de una versión alterna de sí misma del futuro. Está Karima del futuro proviene de una línea de tiempo alterna en la que la nación Krakoa liderada por la mutante Moira Mactaggert evitó el surgimiento de los centinelas, Nimrod y los Primeros Post-humanos, bando al que Karima se alió. Karima le revela a Nimrod que no importaba que hicieran "los mutantes siempre ganaban" por lo que en la última pelea todo se fue en su contra, debido a que los X-men y el resto de los mutantes consiguieron vencerlos al unir sus fuerzas con la nación Arakko, los Vengadores y la humanidad. Por esa razón Karima mandó su conciencia al pasado para prevenir la caída de las máquinas al desarrollar Orchis como una fuerza opuesta a la nación de Krakoa.

## Poderes y habilidades
Karima está equipada con tecnología de nanitos Centinela Omega-Prime que le da fuerza sobrehumana, velocidad, reflejos y resistencia. También tiene capacidad de vuelo, regeneración adaptativa para reparar cualquier lesión / daño físico que reciba y varias armas de proyectiles, incluidas explosiones de alta energía, así como postes electrostáticos integrados en sus antebrazos que generan cantidades masivas de energía eléctrica y emisores de radiación de microondas. Su fuerza y durabilidad mejoraron después de que la Bestia la reconstruyera. Parece mostrar una tecnopatía y un control de la máquina limitados, debido a que es capaz de "encontrar" información de las máquinas y tiene la capacidad de controlar los nanitos en la sangre de otros. Ella también tiene tecnología de soporte vital incorporada en sus sistemas como se evidencia en X-Men: Legacy # 208 (abril de 2008). Cuando estaba poseída por la enzima biocibernética conocida como Arkea, Karima mostró una serie de habilidades a las que nunca antes había accedido, como un mayor control de la máquina y la cibernética que el que se mostraba anteriormente, junto con las capacidades de teletransportación de largo alcance.
Como requisito previo para ser detective en la India, recibió capacitación en habilidades básicas de combate, rastreo de identidad y otras habilidades fundamentales para el trabajo de detective humano. También tiene conocimientos para operar la tecnología terrestre más básica y avanzada.

## Otras versiones

### House of M
Ella aparece en "House of M" todavía como un Centinela Omega pero como el líder de la Policía Centinela de la Casa de Magnus.

### X-Men: The End
Karima aparece brevemente luchando junto a los otros X-Men en el espacio exterior. No se sabe mucho sobre ella.

## En otros medios

### Videojuegos
- Centinela Omega apareció como jefe en el juego de Facebook Marvel: Avengers Alliance. Más tarde, podría desbloquearse como un héroe jugable mediante la recopilación de 8 portadas de cómics diferentes contenidas en Omega Lockboxes que podrían obtenerse a través de varias tareas en Operaciones especiales 8.
- Centinela Omega era un personaje desbloqueable en Marvel Avengers Alliance Tactics.
- Centinela Omega aparece como personaje jugable en Marvel Contest of Champions.[24]